# Осада Амасии
Осада Амасии (ок. 72—70 до н. э.) — осада римскими войсками понтийского города Амасия в ходе Третьей Митридатовой войны.
В начале третьей Третьей Митридатовой войны понтийцы потерпели поражение и были вынуждены отступить обратно в Понт. Армия Митридата VI потерпела ещё одно поражение при Кабире, а сам Митридат нашёл убежище у своего зятя армянского царя Тиграна. Между тем римские войска под командованием Лукулла занялись осадой многочисленных понтийских городов и крепостей, которая продолжалась с 71 по 70 годы до н. э.
Амасия была первой столицей Понтийского царства. Город был расположен в глубоком ущелье, по которому текла река Ирида. Крепость располагалась на высокой скале, внутри которой было два водохранилища, соединённые подземными каналами и с рекой, и с крепостью. Таким образом, крепость была превосходна для обороны. Подробности осады Амасии неизвестны, но в конце концов римляне взяли крепость. Спустя столетие в окрестностях оставались «разрушенные укрепления и много покинутой земли вследствие Митридатовой войны». По словам Мемнона, Амасия держалась дольше других понтийских городов и крепостей.